# Ulstein
Ulstein ist eine Kommune im norwegischen Fylke Møre og Romsdal. Die Kommune hat 8862 Einwohner (Stand: 1. Januar 2025). Verwaltungssitz ist die Stadt Ulsteinvik.

## Geografie

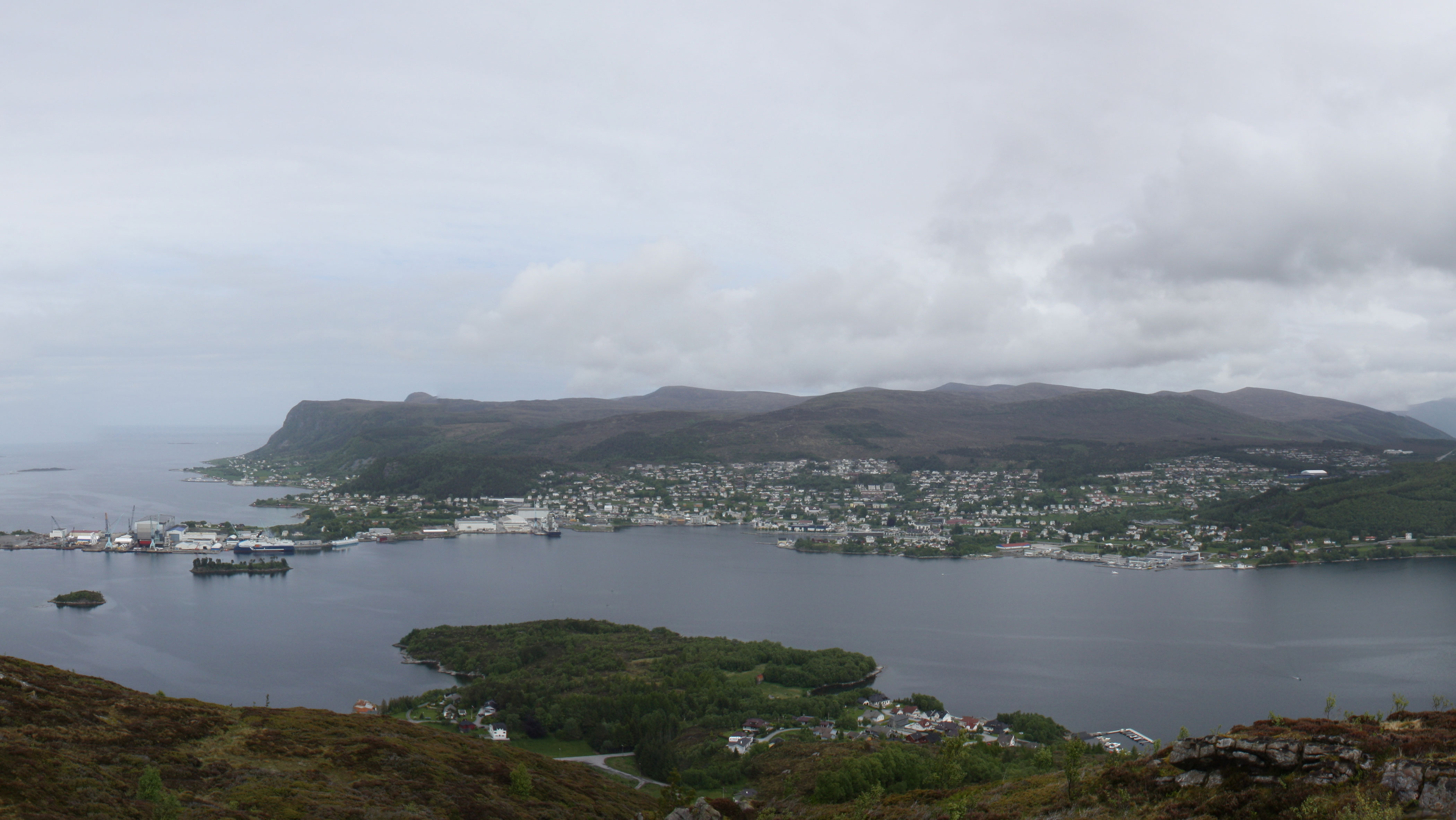
Blick von der Dimna auf Ulsteinvik

Die Kommune Ulstein erstreckt sich südwestlich von Ålesund über mehrere Inseln in der Region Sunnmøre, im Süden des Fylkes Møre og Romsdal. Zur Kommune gehört der westliche Teil der Insel Hareidlandet, die Inseln Dimna und Eika sowie weitere kleinere Inseln. Die Dimna liegt westlich von Hareidlandet, die Eika südlich davon. Die einzige auf dem Land verlaufende Gemeindegrenze ist die Ostgrenze zur Kommune Hareid auf Hareidlandet. Die weiteren Grenzen der Kommune verlaufen im Meer. Im Norden grenzt Ulstein an Giske, im Süden im Rovdefjord an Ørsta und Volda, im Südwesten in einem Punkt an Vanylven sowie im Westen an die Inselkommune Herøy.
An der Westküste von Hareidlandet liegt die Stadt Ulsteinvik (auch Ulsteinsvik). Insgesamt liegen nur wenige kleinere Seen in Ulstein. Die Gesamtfläche der Kommune beträgt 97,2 km², wobei Binnengewässer zusammen 2,32 km² ausmachen. Die höchsten Erhebungen der Kommune befinden sich alle auf der Insel Hareidlandet. Die dort an der Südspitze gelegene Erhebung Blåtind stellt mit einer Höhe von 697,65 moh. den höchsten Punkt der Kommune Ulstein dar.

## Einwohner
Die meisten Einwohner der Kommune leben in Ulsteinvik oder Sundgot. Die restlichen Einwohner leben hauptsächlich entlang der Küste, insbesondere im Westen von Hareidlandet, an der Meerenge Eiksundet zwischen Hareidlandet und der Eika sowie auf der Insel Dimna. Seit Ende des Zweiten Weltkriegs stieg die Einwohnerzahl im Durchschnitt stark an. In der Kommune liegen mehrere sogenannte Tettsteder, also mehrere Ansiedlungen, die für statistische Zwecke als eine städtische Siedlung gewertet werden. Diese sind Ulsteinsvik mit 6208, Sundgot mit 912 und Dimna mit 260 Einwohnern sowie Dragsund mit 7 der insgesamt 414 Einwohner des Tettsteds (Stand: 1. Januar 2024).
Die Einwohner der Kommune werden Ulsteining genannt. Offizielle Schriftsprache ist wie in vielen Kommunen in Møre og Romsdal Nynorsk, die weniger weit verbreitete der beiden norwegischen Sprachformen.
| Jahr          | 1986 | 1990 | 1995 | 2000 | 2005 | 2010 | 2015 | 2020 | 2025 |
| ------------- | ---- | ---- | ---- | ---- | ---- | ---- | ---- | ---- | ---- |
| Einwohnerzahl | 5525 | 5662 | 6133 | 6541 | 6795 | 7461 | 8292 | 8571 | 8862 |

## Geschichte
Die Kommune Ulstein entstand im Rahmen der Einführung der lokalen Selbstverwaltung im Jahr 1837. Am 1. Januar 1895 wurde die Kommune Vartdal von Ulstein ausgegliedert. Ulstein verblieb mit 2996 Einwohnern, die neue Kommune Vartdal hatte bei ihrer Gründung 736 Einwohner. Zum 1. Januar 1917 wurde Hareid von Ulstein abgespalten. Die neu gegründete Kommune Hareid hatte 2310 Einwohner. Die Kommune Ulstein verblieb mit 2336 Einwohnern. Zum 1. Januar 1964 wurde ein Teil der Kommuna Herøy mit 222 Einwohnern nach Ulstein eingemeindet.
Die Ulstein kyrkje ist eine Holzkirche aus dem Jahr 1849. Sie hat einen achteckigen Grundriss.

## Wirtschaft und Infrastruktur

### Verkehr

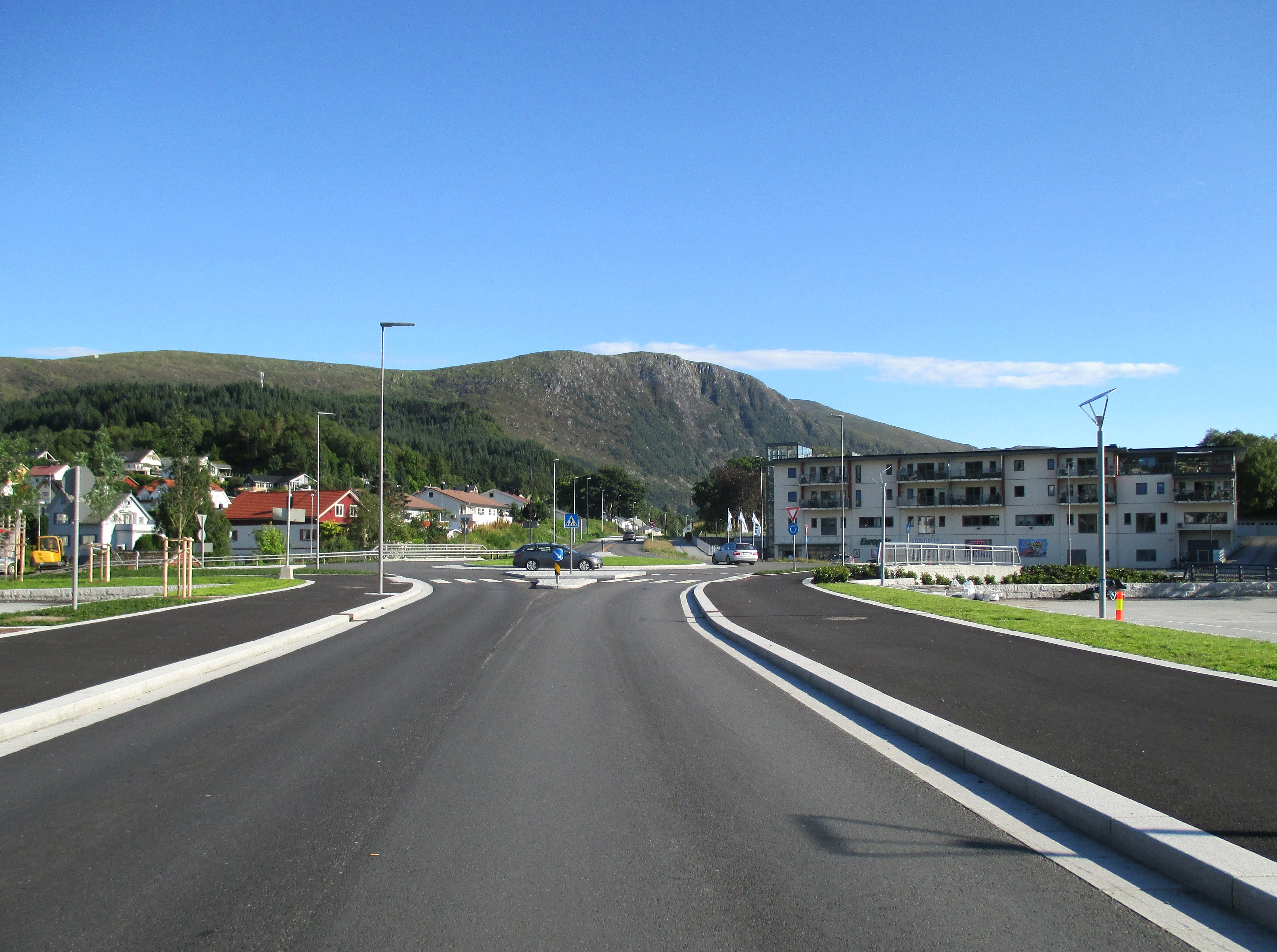
Fylkesvei 61 in Ulsteinvik

Der Fylkesvei 61 führt auf Hareidlandet aus der Kommune Hareid in die Kommune Ulstein. Dort verläuft sie bis in die Stadt Ulsteinvik an der Westküste, wo sie Richtung Süden abknickt und entlang der Westküste weiter in den Süden führt. Einige Kilometer südlich von Ulsteinvik führt die Straße über eine Brücke auf die Insel Gurskøya in der Nachbarkommune Herøy. Auf Hareidlandet führt von dort der Fylkesvei 653 weiter entlang der Westküste in den Süden. Von der Südspitze der Insel verläuft die Straße über eine Brücke auf die Insel Eika, von wo die Straße durch den Eikesundtunnel (norwegisch Eikesundtunnelen) weiter auf das Festland führt. Die fährenfreie Festlandanbindung besteht seit 2008.
Von Ulsteinvik aus in den Norden verläuft der Fylkesvei 5882. Auf die Dimna führt über eine Brücke der Fylkesvei 5884, der etwas südlich von Ulsteinvik vom Fylkesvei 61 in den Westen abzweigt. Die Anbindung an die Stadt Ålesund kommt über die Fährverbindung zwischen der Ortschaft Hareid an der Ostküste von Hareidlandet und Ålesund zustande. Hareid ist von Ulstein aus über den Fylkesvei 61 erreichbar.

### Wirtschaft

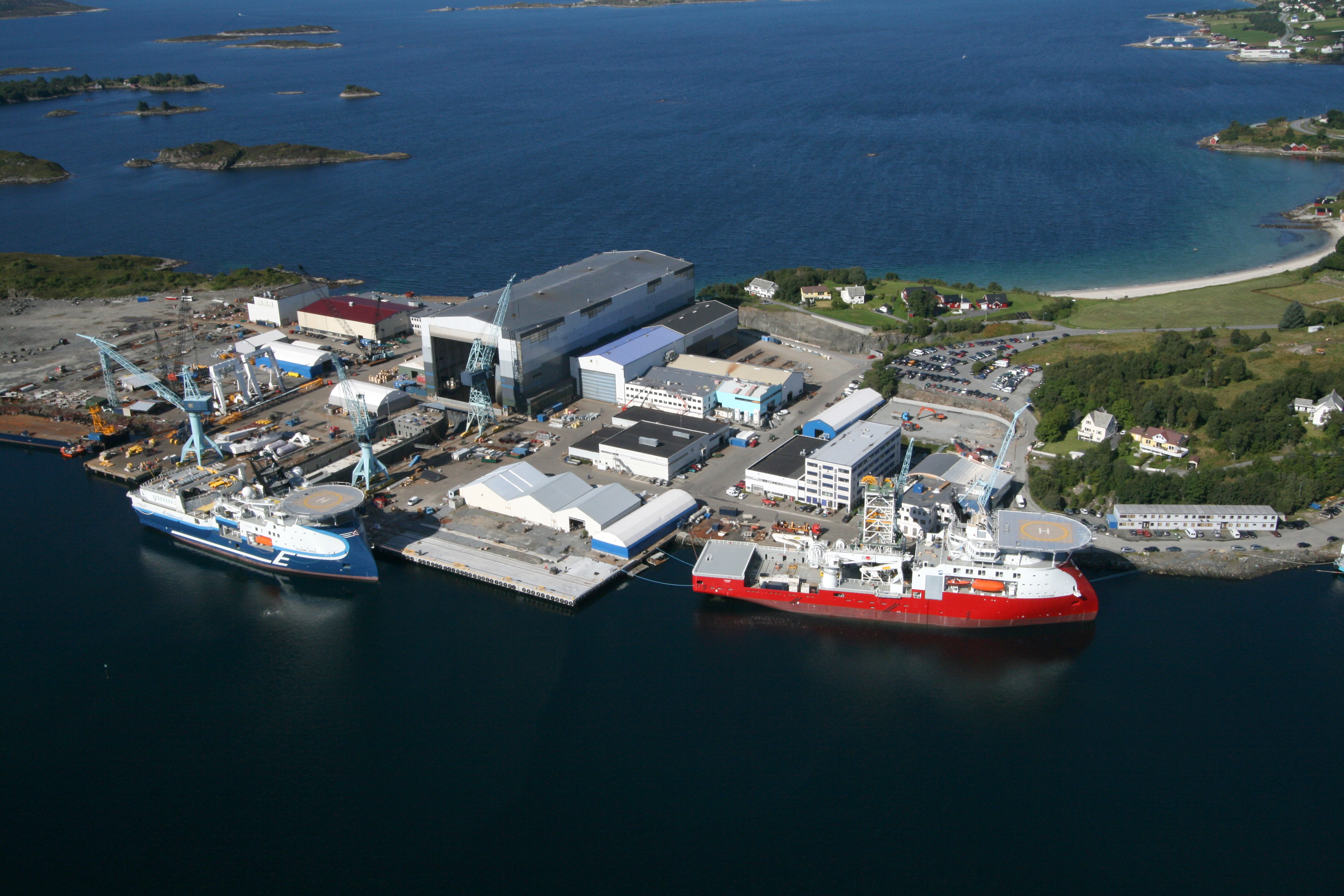
Werft in Ulstein

Die Landwirtschaft ist für die lokale Wirtschaft von nur geringer Bedeutung, da kaum Flächen landwirtschaftlich genutzt werden. Die Fischerei war traditionell eine wichtige Einnahmequelle, ihre Bedeutung ging jedoch stark zurück. Der dominierende Sektor ist heute die Industrie, die ab Beginn des 20. Jahrhunderts heranwuchs. Insbesondere die mechanische Industrie schuf viele Arbeitsplätze in der Kommune. In Ulstein werden Schiffe und Plattformen für Bohrinseln gebaut. Die größten Arbeitgeber der Kommune sind Rolls-Royce, die Ulstein Verft sowie die Kleven Verft. Im Jahr 2021 arbeiteten von rund 4280 Arbeitstätigen etwa 2540 in Ulstein selbst. Jeweils über 100 Personen pendelten in die Kommunen Hareid, Herøy, Ålesund, Volda, Sande und Ørsta.

## Name und Wappen
Ulstein wurde um das Jahr 1430 als af Vlfsteine und als Vlfsteins sokn erwähnt. Der altnordische Name von Ulstein ist Ulfsteinn, der ursprünglich ein Bergname war. Die Bedeutung der ersten Silbe des Namens ist nicht gesichert und bezieht sich möglicherweise auf „Wolf“ (norwegisch ulv).
Das seit 1986 offizielle Wappen der Kommune zeigt einen goldenen Zahnbalken auf blauem Hintergrund. Der Wappenschnitt heißt im Norwegischen ulvetannsnitt  (deutsch „Zahnschnitt“; wörtlich „Wolfszahnschnitt“) und spielt auf den Gemeindenamen an.

## Persönlichkeiten
- Kjetil Saunes (* 1962), Jazzbassist
- Arild Sundgot (* 1978), Fußballspieler
- Karsten Warholm (* 1996), Leichtathlet